# Вера Антонова
Вера Янкова Антонова (р. 19 април 1917, Варна – п. 13 октомври 2002, София) е българска археоложка-медиевистка, музейна деятелка и дългогодишна проучвателка и популяризаторка на археологическото наследство на Шумен и Шуменска област.

## Биография
Родена е на 19 април 1917 г. във Варна. Завършва класическа гимназия в родния си град. Продължава образованието си в Софийския университет, където изучава класическа филология, с втора специалност стара история и археология. Нейни преподаватели са видните български учени Александър Балабанов, Димитър Дечев, Гаврил Кацаров, Владимир Георгиев, Веселин Бешевлиев.
През 1942 година Вера Антонова започва работа като учителка по старогръцки и латински в Шуменската девическа гимназия „Нанчо Попович“. Успоредно с това завършва курс за библиотекари в Народна библиотека „Св. св. Кирил и Методий“, след което известно време работи като асистент в Окръжна библиотека – гр. Шумен Архив на оригинала от 2014-02-08 в Wayback Machine..
През 1951 година започва работа в Окръжния исторически музей – гр. Шумен, където завежда отдел „Средновековна археология“ до пенсионирането си през 1988 година. В началото на научната си кариера интересите и са насочени към тракийската, античната и късноантичната епохи. През 50-те години заедно с Цветана Нелчинова-Дремсизова работи по проучването на римската вила при с. Мадара, късноантичната крепост при с. Войвода, тракийските некрополи при селата Браничево и Янково. В края на 50-те години взема участие в експедициите на Станчо Ваклинов за регистриране на ранносредновековни обекти в Лудогорието между Плиска и Силистра – Дръстър. По същото време тя взема участие в комплексната археологическа експедиция в с. Цар Асен, Силистренско под ръководството на Милко Мирчев от Варненския музей. Предприетите разкопки разкриват един от най-интересните средновековни обекти в Североизточна България. Това кара Вера Антонова да посвети по-нататъшната си научна дейност на изучаването на средновековните паметници в Шуменско.
Името на Вера Антонова неизменно е свързано с проучванията на знакови средновековни обекти от национално значение:
- т. нар. Аул на хан Омуртаг при с. Хан Крум, Шуменско;
- в Плиска участва активно в разкриването на т. нар. Цитадела и ръководи мащабните проучвания на северния сектор на Западната крепостна стена на Вътрешния град;
- във Велики Преслав участва в разкопките на местността „Селище“ във Външния град;
- заедно с Цветана Нелчинова-Дремсизова събира, систематизира и публикува данни за създаване на карта и каталог на археологическите паметници в Шуменски окръг.

Най-голямото достижение на Вера Антонова е свързано с цялостното проучване на Шуменска крепост, на която посвещава 30 години от научния си път. От 1957 до 1987 година ръководи разкопките на този сложен, многослоен обект, включващ културни напластявания от ранножелязната епоха до късното средновековие. Анализирайки данните за последния период, тя защитава хабилитационния си труд „Град Шумен през Втората българска държава (XII-XIV в.) в светлината на археологическите проучвания“, за което през 1976 година получава степен Старши научен сътрудник (Ст.н. с.).
Творческият път на Вера Антонова е увенчан от над 120 научни труда – монографии, студии, статии, и над 250 научнопопулярни статии, пътеводители, диплянки. Наред с това тя подготвя първите музейни експозиции в старото класно училище в Шумен, в музеите в Плиска и в Мадара. Авторка е и на експозициите в двете зали „Средновековие“ на новопостроената през 80-те години сграда на Окръжен исторически музей – Шумен. По нейна инициатива е създаден музеят на Шуменска крепост, а самият археологически резерват става еталон за социализация на културно-исторически паметници.

## Награди и отличия
За цялостната си дейност, Вера Антонова е отличена с:
- орден „Кирил и Методий“ II степен
- орден „Кирил и Методий“ I степен (1976 г.)
- звание „Заслужил деятел на културата“ (1980 г.)

## Семейство
Вера Антонова е майка на Антон Антонов – проф., доктор на физическите науки към Институт за ядрени изследвания и ядрена енергетика към БАН.

## Подбрана библиография
- Средновековни погребения от Коларовградско. – Археология, 1959, 1 – 2, 88 – 95.
- Принос към най-старата история на Шумен и Шуменско плато. – Сб. Шумен – Коларовград, 1, 1960, 1 – 33 (съавт. с Цветана Нелчинова-Дремсизова).
- Новооткрити обекти от римската епоха в Мадара. – Известия на Народния музей Коларовград, 1, 1960, 19 – 54.
- Средновековни лапидарни паметници с надписи и рисунки от Коларовградско. – Известия на Народния музей Коларовград, 3, 1965, 25 – 36.
- Новооткрити обекти от римската епоха в Мадара. – Известия на Народния музей Коларовград, 2, 1963, 23 – 58.
- Средновековни накити в Окръжния народен музей в Коларовград. – Археология, 1964, 2, 45 – 52.
- Склад за зърнени храни в Мадара. – Археология, 1964, 4, 30 – 36 (съавт. с Цветана Нелчинова-Дремсизова).
- Проучвания на средновековната култура в Коларовградски окръг (1944 – 1964). – Известия на Народния музей Коларовград, 3, 1965, 7 – 10.
- За мястото на аула на хан Омуртаг. – Исторически преглед, 1962, 5, 84 – 86.
- За произхода на античните материали в средновековна Плиска. – Исторически преглед, 1965, 5, 67 – 69.
- Средновековното селище в чашата на язовир „Виница“, Шуменско. – Известия на Народния музей Шумен, 1967, 4, 3 – 34.
- Новооткрит старобългарски надпис на Шуменската крепост (предварително съобщение). – Известия на Народния музей Шумен, 1967, 4, 79 – 85.
- Разкопки на градището при с. Войвода, Шуменско. – Археология, 1967, 3, 30 – 42 (съавт. с Цветана Нелчинова-Дремсизова).
- Археологически проучвания в центъра на Плиска през 1963 – 1964 г. (сектор А). – Известия на Археологическия институт, 1967, 30, 27 – 40.
- Проучвания в местността „Селище“ в Преслав през 1960 – 1961 г. – Преслав, 1968, 1, 157 – 170 (съавт. с Цветана Нелчинова-Дремсизова).
- Материали от сондажни проучвания в Плиска. – Археология, 1969, 2, 25 – 42 (съавт. с Ст. Дамянов).
- Византийска крепост на Сиври тепе. – Известия на Археологическия институт, 1970, 32, 303 – 310.
- Три старобългарски съда от Шуменска крепост. – Сб. Шумен и шуменско, 1971, 2, 173 – 180.
- Принос към археологическата карта на Шуменски окръг. – Известия на Народния музей Шумен, 1973, 6, 89 – 127 (съавт. с Цветана Нелчинова-Дремсизова).
- Каталог на археологическите паметници в Шуменски окръг. София, 1975 (съавт. с Цветана Нелчинова-Дремсизова).
- За Шуменската крепост през римската епоха (II-IV в.). – Археология, 1978, 4, 13 – 24.
- Славянското селище в аула на хан Омуртаг. – Годишник на музеите от Северна България, 1981, 7, 56 – 64.
- Нови археологически проучвания при с. Хан Крум, Шуменско. – Годишник на музеите от Северна България, 1981, 7, 65 – 77 (съавт. с П. Петрова, Д. Владимирова).
- Аулът на хан Омуртаг при Чаталар. София, 1981 (съавт. с Цветана Нелчинова-Дремсизова).
- Шуменската крепост – твърдина през вековете. София, 1981.
- Новооткрита находка от земеделски сечива при Плиска. – Преслав, 4, 1983, 263 – 269.
- Църкви и каменни постройки в ранносредновековното градище при с. Цар Асен, Русенска област. – Годишник на музеите от Северна България, 1984, 10, 59 – 70. (съавт. с Цветана Дремсизова).
- Тракийското наследство на Шуменска крепост. – Годишник на Софийския университет, Историко-философски факултет, 37, 2, 1984, София, 1985, 25 – 31 (съавт. с Д. Владимирова).
- Връзките на средновековния град Шумен със столицата Царевград-Търнов през XIII-XIV в. (общ обзор). – В: Сб. Велико Търново 1185 – 1985, София, 1985, 47 – 58 (съавт. с Д. Владимирова).
- Плиска. Западна стена – сектор „Север“ (Археологически разкопки през 1973 – 1975 г.). – Плиска-Преслав, 4, 1985, 44 – 78 (съавт с Ст. Витлянов).
- Античното наследство на средновековна Мадара. – Мадара, 3, 1992, 41 – 53.
- Шумен и Шуменска крепост, Шумен, 1995.